# 馬蒂厄·帕科
馬蒂厄·帕科（法語：Mathieu Pacaud，法語發音：[matjø pako]；1981年1月1日—）出生於法國巴黎，是一名法式料理廚師。

## 生平
馬蒂厄·帕科的父親；是巴黎米其林指南三星評鑑餐廳眾神之食（法語：Ambroisie）的主廚貝爾納·帕科，15歲時外出磨練，在Jamin餐廳學習烹飪技巧，幾年後他加入米其林指南二星主廚埃里克·布里法尔（法語：Éric Briffard）的廚房團隊，在那裏他成為了一位主廚。
2003年馬蒂厄·帕科回到父親的餐廳共同協力，2014年他選擇自行創業開設了六邊形（法語：Hexagone）和故事（法語：Histoires）兩家餐廳，2016年六邊形餐廳獲得米其林指南一星評鑑、故事餐廳獲得二星評鑑。
2016年馬蒂厄·帕科重新接手2013年雅克·勒·迪韋萊克退休歇業的Le Divellec後，更名為Divellec餐廳重新開張。

## 受獎
- 2016年 法國國家功績勳章（法語：Ordre national du Mérite）[6]